# كهوراني (غافروبارمون)
كهوراني (بالفارسية: کهورانی) هي قرية تقع في إيران في هرمزغان. يقدر عدد سكانها بـ 118 نسمة بحسب إحصاء 2016.